# Irina Czaszczina
Irina Tchachina, także Czaszczina, Czazina, Chashchina, Tchashchina ros. Ирина Чащина (ur. 24 kwietnia 1982 w Omsku) – gimnastyczka rosyjska, wicemistrzyni olimpijska w gimnastyce artystycznej.
Trenowała pod kierunkiem Iriny Viner w Moskwie. Specjalizowała się w ćwiczeniach z obręczą, maczugami i piłką. Była mistrzynią świata w 1999 (w Osace), na igrzyskach olimpijskich w Atenach w 2004 zdobyła srebrny medal w wieloboju, przegrywając jedynie z rodaczką Aliną Kabajewą. Zdobyła również medale Igrzysk Dobrej Woli w Brisbane w 2001, ale zostały jej one odebrane po testach antydopingowych. Zakończyła karierę na początku 2006.